# 長谷川小信 (2代目)
二代目 長谷川 小信（にだいめ はせがわ このぶ、安政6年〈1859年〉 - 明治19年〈1886年〉7月16日）とは、江戸時代末期から明治時代にかけての大阪の浮世絵師。

## 来歴
初代長谷川貞信の門人。初代長谷川貞信の次男。二代目長谷川貞信の弟。名は貞吉。14、15歳の頃から父に学び、兄の初代長谷川小信が明治8年（1875年）に二代目長谷川貞信を襲名した後、二代目小信を継いでいる。夭逝したので作品は少ないが、錦絵、小摺物、絵本などが残されている。享年28。墓所は父と同じく天鷲寺。法名は小信院法貞孝徳善士。

## 作品
- 「女手品手踊り力曲芸」 大倍判 錦絵
- 「大福屋宗六・尾上多見蔵 新造宮野・実川正朝 姉宮城野・市川右団次 妹しのぶ・市川小団次 新造宮柴・嵐団之助」 大判3枚続 錦絵
- 「浪嶋大領・中村時蔵」 大判 錦絵
- 「南区消防」（一番組、二番組、三番組など） 無款 大判 揃物 錦絵